# Eremobelba miliae
Eremobelba miliae är en kvalsterart som beskrevs av Pranabes Sanyal 1992. Eremobelba miliae ingår i släktet Eremobelba och familjen Eremobelbidae. Inga underarter finns listade i Catalogue of Life.